# Un altro giorno con me
Un altro giorno con me è il sesto album musicale di Mia Martini, pubblicato il 24 settembre 1975 dall'etichetta Dischi Ricordi.

## Il Disco
Dopo Sensi e controsensi, nell'autunno del '75 la Ricordi pubblicò questo nuovo album di Mia Martini, Un altro giorno con me, che causò l'insorgere di forti contrasti tra la cantante e l'etichetta milanese.
Infatti, alla Martini furono imposti brani di esclusiva edizione discografica Ricordi, spesso non all'altezza dei precedenti lavori della cantante, e furono invece scartate diverse tracce come Aiutami (incisa l'anno dopo dalla sorella Loredana), Ancora, Blue's, Meglio sì, meglio se..., Dire no,  Io domani io, Grande più di lei, di eccellente qualità, ma rimaste inedite per parecchi anni (molti provini del periodo sono stati pubblicati postumi). Questi miei pensieri, Milho verde e Veni sonne di la muntagnella furono tra i pochi brani che incontravano il gusto dell'artista, a confluire nell'album. Degno di nota è lo splendido brano L'amore è il mio orizzonte, inciso nello stesso periodo, col quale Mimì avrebbe dovuto presentarsi al 26º festival di Sanremo, rinunciandoci ancora una volta all'ultimo minuto. Il brano, non venne incluso in alcun long playing e fu pubblicato come singolo nel marzo del '76, senza godere però di alcun tipo di promozione. 
Se Sensi e controsensi era un album abbastanza raffinato, per testi e sonorità, Un altro giorno con me risultò non molto omogeneo, e assai più commerciale, quindi lontanissimo dagli intenti musicali della cantante, che in seguito lo definì il suo disco peggiore, nonché causa della rottura con la Ricordi.
Infatti, l'anno successivo, la Martini decise di recedere dal contratto con la Ricordi, motivo per cui venne ben presto costretta a pagare una penale di circa novanta milioni di lire, oltre all'obbligo di incidere gratuitamente un album, che però non fu mai realizzato.

## Tracce
1. Questi miei pensieri (Salvatore Fabrizio/Luigi Albertelli/Maurizio Fabrizio) - 4.11
2. Sabato (B. Blue/Luigi Albertelli/Maurizio Seymandi) - 3.50 Dancing in a Saturday night
3. La porta socchiusa (Roberto Soffici/Andrea Lo Vecchio) - 3.22
4. La tua malizia (Renato Brioschi/Cristiano Minellono) - 3.34
5. Tu uomo, io donna (Bruno Tavernese/Luigi Albertelli) - 4.12
6. Io ti ringrazio (Damiano Dattoli/Umberto Tozzi/Maurizio Piccoli) - 3.35
7. Le dolci colline del viso (Maurizio Piccoli) - 4.26
8. Milho verde (Gilberto Gil) - 2.54
9. Come artisti (Natale Massara/Maurizio Piccoli) - 3.36
10. Malgrado ciò (Maurizio Piccoli) - 2.58
11. Un altro giorno con me (Luigi Albertelli/Ernesto Verardi) - 2.52
12. Tenero e forte (Roberto Soffici/Luigi Albertelli) - 3.58
13. Veni sonne di la muntagnella (Anonimo/rielaboratore Di Sandro) - 2.47

## Musicisti
- Mia Martini: voce
- Dario Baldan Bembo: tastiera
- Gigi Cappellotto: basso
- Andy Surdi: batteria
- Oscar Rocchi: tastiera
- Maurizio Fabrizio: chitarra
- Sergio Farina: chitarra
- Ernesto Massimo Verardi: chitarra